# Spezialeinheit Bergung ABC

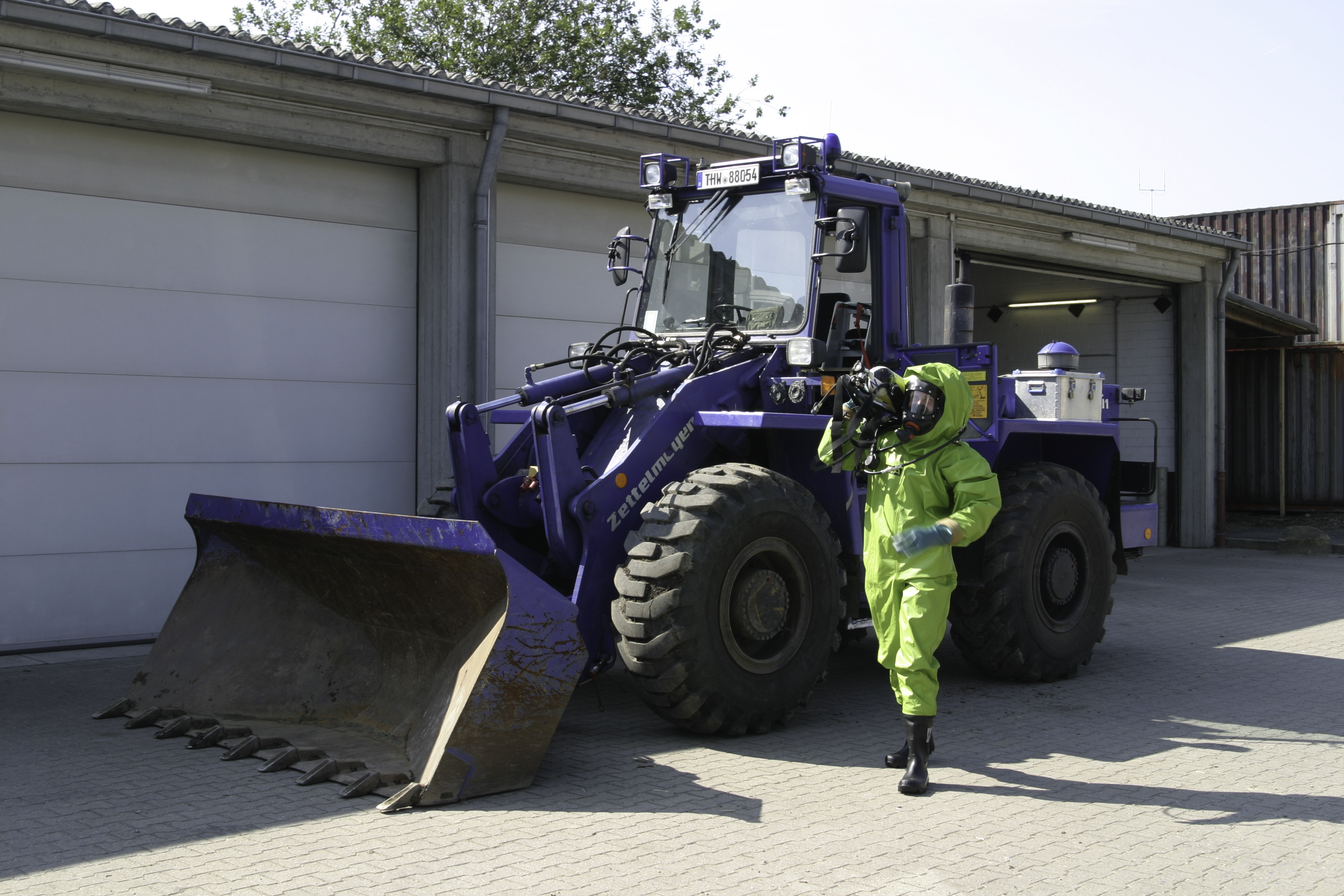
Durch den außerhalb des Chemikalienschutzanzug getragenen Pressluftatmer können auch Fahrzeuge genutzt werden.

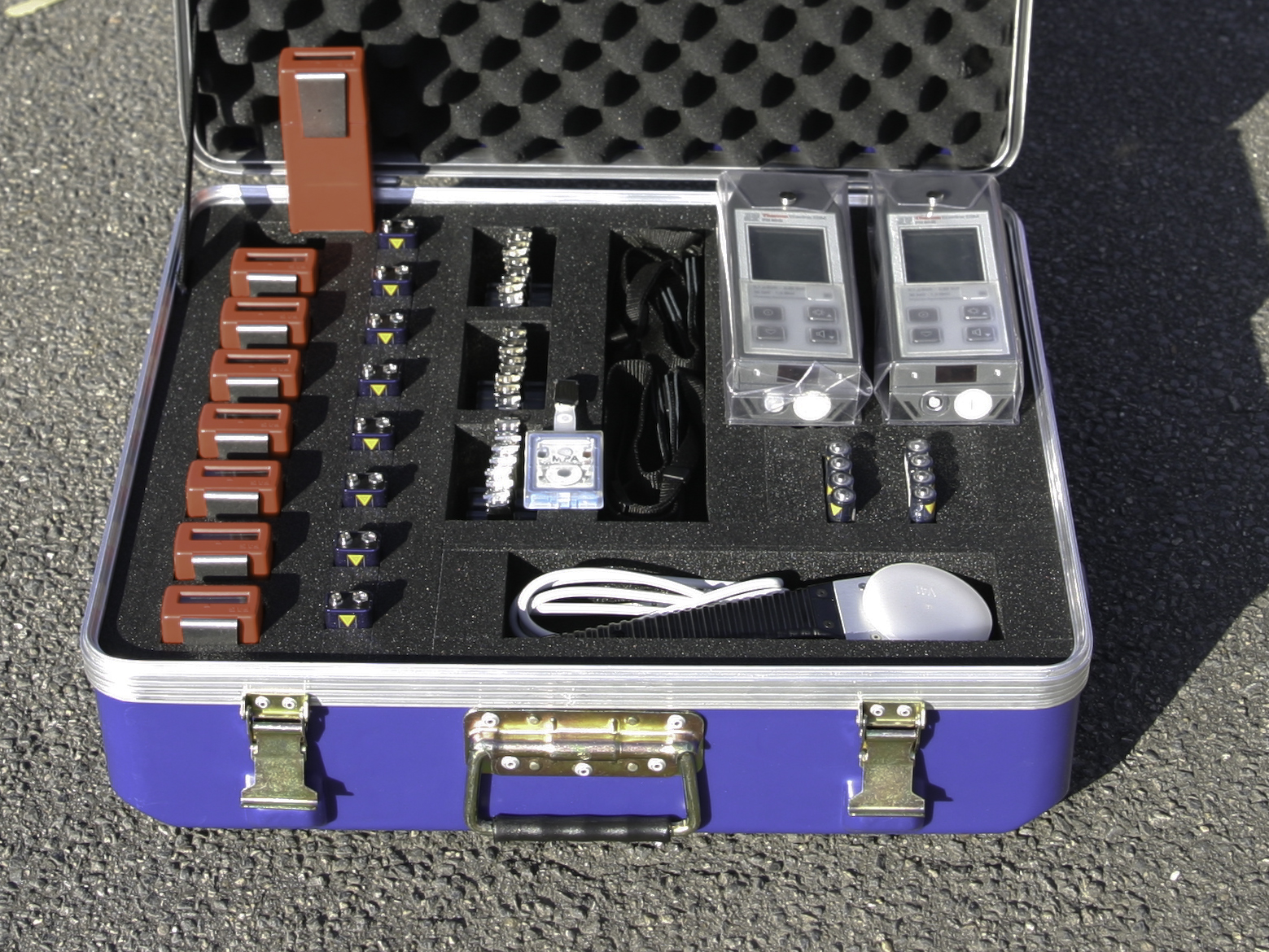
Satz Dosis- und Dosisleitungsmesser für Kernstrahlung

Die Spezialeinheiten Bergung ABC (SEB-ABC) stellte eine Erweiterung der Technischen Züge des Technischen Hilfswerks (THW) dar. Im Frühjahr 2011 wurden die Spezialeinheiten aufgelöst, um den ABC-Schutz im THW zu überarbeiten. Zukünftig sollen mehr Helfer im ABC-Grundschutz ausgebildet und ausgestattet werden.

## Geschichte
Nach der ersten Umorganisation des Technischen Hilfswerks im Jahr 1994 waren die Einheiten des THW nicht mehr in der Lage, ihre Aufgaben auch in ABC-Schadenslagen durchzuführen. Aus finanziellen Gründen erhielten die THW-Helfer keine persönliche ABC-Schutzausstattung mehr. Erst durch diverse Einsätze im Rahmen der Bekämpfung von Tierseuchen wie beispielsweise der Maul- und Klauenseuche und durch die Anthrax-Anschläge 2001 in den USA rückte der ABC-Schutz des THW wieder in den Vordergrund. Bis dahin behalfen sich die THW-Ortsverbände durch unterschiedliche Konzepte selbst.
Eine Arbeitsgruppe in der THW-Leitung erarbeitete im Jahr 2004 und darauf folgend ein Konzept zum Schutz der Einheiten des THW vor ABC-Gefahren. Als Ergebnis hat man darauf verzichtet, neue Einheiten aufzustellen, sondern es wurde auf bereits bestehende THW-Einheiten zurückgegriffen. Diese wurden für die Arbeit unter ABC-Schutz fortgebildet und ausgerüstet.

## Aufstellung
Aufgrund der personalintensiven Situation in ABC-Schadenslagen besteht eine Spezialeinheit Bergung ABC aus zwei Technischen Zügen. Diese werden durch eine Fachgruppe Räumen Typ A und eine Fachgruppe Ortung mit technischem Ortungsgerät (Typ B) ergänzt. Somit steht einer SEB-ABC das Personal und Material von vier Bergungsgruppen und zwei Fachgruppen zur Verfügung. Die Führung der SEB-ABC übernimmt dabei einer der Zugtrupps aus den Technischen Zügen.

## Aufgaben
Die Aufgaben der SEB-ABC sind die gleichen wie die der einzelnen Bergungs- und Fachgruppen. Lediglich die besondere Ausbildung und die zusätzliche ABC-Schutzausstattung befähigen die THW-Helfer der SEB-ABC zum Einsatz in ABC-Schadenslagen. Da die SEB-ABC entsprechend der Planung nur im Zusammenspiel mit anderen ABC-Einheiten (zum Beispiel der Feuerwehr) zum Einsatz kommt, besitzt sie keine eigene umfangreiche Dekontaminationsausrüstung.

## Ausbildung
Die Helfer der Bergungs- und Fachgruppen, die in den Spezialeinheiten Bergung ABC eingesetzt werden, erhalten nach ihrer Fachausbildung der Teileinheit, der sie am Standort zugeordnet sind, eine Ausbildung zum ABC-Fachhelfer an der THW-Bundesschule in Neuhausen. Dabei werden in drei aufeinander aufbauenden Lehrgängen Inhalte über die Grundlagen von ABC-Gefahren, Grundlagen der ABC-Einsatztaktik, die Gerätekunde, der Rettung und der Bergung unter ABC-Schutz, Rechtsvorschriften, Strahlenschutzberechnungen und die ABC-Gefahrenbereiche vermittelt.

## Ausstattung
Zur bereits vorhandenen Ausstattung der Bergungs- und Fachgruppen erhalten die Spezialeinheiten Bergung ABC zusätzliche ABC-Schutzausstattung und Messgeräte. Diese wird in tragbaren Kisten vorgehalten und kann somit schnell luftverlastet werden. Dadurch, dass die Ausrüstung des THW bundesweit standardisiert ist, reicht es in dringenden Fällen, nur das Personal und die ABC-Schutzausstattung der SEB-ABC mittels Lufttransport an den Einsatzort zu bringen. Vor Ort können dann die Helfer der SEB-ABC auf die Geräte der örtlichen Bergungs- und Fachgruppen des THW zurückgreifen.